# Âge modèle
En géochimie isotopique, on appelle âge modèle l'âge d'un événement obtenu par une méthode de datation radiométrique qui ne permet pas directement de tester les hypothèses nécessaires à sa validité. C'est notamment le cas des âges obtenus par les méthodes uranium-hélium, potassium-argon et hafnium-tungstène, ou par la méthode rubidium-strontium quand elle est appliquée à un unique échantillon.

## Histoire
Le principe d'une datation radiométrique est énoncé et mis en pratique par Ernest Rutherford en 1904 : l'âge de formation d'une roche peut être calculé à partir du rapport des quantités d'hélium et d'uranium qu'elle contient, l'hélium provenant de la décroissance radioactive de l'uranium. Le premier âge ainsi obtenu, 40 millions d'années, est un âge modèle car rien ne permet de vérifier que la roche n'a pas perdu d'hélium (qui peut s'échapper si la roche est chauffée) ni d'uranium (qui peut être soustrait par l'altération).

## Exemples

### Âge modèle rubidium-strontium
Un âge modèle rubidium-strontium (ou Rb-Sr) peut être obtenu pour un minéral riche en rubidium mais pauvre en strontium (typiquement, un feldspath potassique ou un mica potassique) par la formule :
{\displaystyle t={\frac {1}{\lambda }}\ln \left[1+\left({\frac {^{87}\mathrm {Sr} }{^{87}\mathrm {Rb} }}\right)\right]\approx {\frac {1}{\lambda }}\left({\frac {^{87}\mathrm {Sr} }{^{87}\mathrm {Rb} }}\right)}
où λ = 0,013 96(9) Ga−1 est la constante de désintégration du rubidium 87 et {\displaystyle (^{87}\mathrm {Sr} /^{87}\mathrm {Rb} )} le rapport des abondances atomiques du strontium 87 et du rubidium 87 dans l'échantillon. Cet âge modèle mesure le temps écoulé depuis la formation du minéral, à la condition qu'un certain nombre d'hypothèses soient vérifiées.
Un avantage appréciable de cette méthode de datation est qu'elle peut être mise en œuvre à l'aide de simples analyses chimiques, sans recours aux coûteux spectromètres de masse :
{\displaystyle \left({\frac {^{87}\mathrm {Sr} }{^{87}\mathrm {Rb} }}\right)\approx 3{,}533\,{\frac {m(\mathrm {Sr} )}{m(\mathrm {Rb} )}}}
où {\displaystyle m(\mathrm {Sr} )} et {\displaystyle m(\mathrm {Rb} )} désignent les masses de strontium et de rubidium dans l'échantillon.
Les minéraux auxquels on peut appliquer la méthode sont ceux dont la formule chimique contient du potassium (le rubidium est un élément peu abondant, de propriétés chimiques semblables à celles du potassium et de rayon ionique voisin : il ne forme pas de minéraux propres et entre en substitution du potassium dans les minéraux qui en contiennent) mais pas de calcium (pour les mêmes raisons, le strontium entre en substitution du calcium dans les minéraux qui en contiennent). C'est notamment le cas du feldspath potassique KAlSi3O8 (microcline, orthose ou sanidine), de la biotite K(Mg,Fe)3(OH,F)2Si3AlO10 et de la muscovite KAl2(AlSi3O10)(OH,F)2.
Le défaut de cette méthode est qu'elle repose sur deux hypothèses dont elle ne permet pas de vérifier la validité : l'absence de strontium initial significatif et l'absence d'échanges significatifs de rubidium et de strontium entre le minéral et son environnement. La première hypothèse peut être contrôlée si l'on emploie un spectromètre de masse (mesure de l'abondance des autres isotopes stables du strontium). La seconde peut l'être partiellement par l'analyse de plusieurs cristaux du même minéral mais de tailles différentes (les pertes ou gains éventuels de rubidium et de strontium sont contrôlés par la diffusion chimique, d'autant moins efficace que les cristaux sont plus gros). Le système rubidium-strontium permet de se passer de la première hypothèse et de contrôler la seconde avec l'analyse isotopique de différents minéraux de la même roche, mais par l'emploi d'une autre méthode, la méthode isochrone.

### Âge modèle potassium-argon
L'âge de formation d'une roche ou d'un minéral riche en potassium peut être obtenu par la formule :
{\displaystyle t={\frac {1}{\lambda }}\ln \left[1+{\frac {\lambda }{\lambda _{\epsilon }}}\left({\frac {^{40}\mathrm {Ar} }{^{40}\mathrm {K} }}\right)\right]}
où {\displaystyle \lambda } désigne la constante de désintégration du potassium 40, {\displaystyle \lambda _{\epsilon }} celle de la désintégration par capture électronique ({\displaystyle \lambda =\lambda _{\epsilon }+\lambda _{\beta }}, {\displaystyle \lambda _{\beta }} désignant celle de la désintégration β−) et {\displaystyle (^{40}\mathrm {Ar} /^{40}\mathrm {K} )} le rapport des abondances atomiques de l'argon 40 et du potassium 40 dans l'échantillon.

### Datation à l'hélium
La formation d'une roche ou d'un minéral contenant de l'uranium ou du thorium peut être datée en mesurant la quantité d'hélium accumulée, provenant de la désintégration en cascade de ces atomes radioactifs. La désintégration complète d'un noyau d'uranium 238 produisant 8 atomes d'hélium 4, 7 celle d'un noyau d'uranium 235 et 6 celle d'un noyau de thorium 232, le taux d'accumulation de l'hélium 4 est :
{\displaystyle {\frac {\mathrm {d(^{4}He)} }{\mathrm {d} t}}=8\,\lambda _{238}(^{238}\mathrm {U} )+7\,\lambda _{235}(^{235}\mathrm {U} )+6\,\lambda _{232}(^{232}\mathrm {Th} )}
où {\displaystyle (^{4}\mathrm {He} )}, {\displaystyle (^{238}\mathrm {U} )}, {\displaystyle (^{235}\mathrm {U} )} et {\displaystyle (^{232}\mathrm {Th} )} désignent les nombres respectifs d'atomes des quatre isotopes dans l'échantillon, et {\displaystyle \lambda _{238}}, {\displaystyle \lambda _{235}} et {\displaystyle \lambda _{232}} les constantes de désintégration de l'uranium 238, de l'uranium 235 et du thorium 232. Si la roche ou le minéral n'a pas reçu d'uranium ni de thorium de son environnement, ni perdu d'uranium et de thorium autrement que par désintégration, le nombre d'atomes d'hélium produits est :
{\displaystyle \Delta (^{4}\mathrm {He} )=8\left(\mathrm {e} ^{\lambda _{238}t}-1\right)(^{238}\mathrm {U} )+7\left(\mathrm {e} ^{\lambda _{235}t}-1\right)(^{235}\mathrm {U} )+6\left(\mathrm {e} ^{\lambda _{232}t}-1\right)(^{232}\mathrm {Th} )}.
Si l'on admet que la roche ou le minéral ne contenait pas d'hélium lors de sa formation, et qu'elle n'en a pas perdu vers son environnement ni reçu, {\displaystyle \Delta (^{4}\mathrm {He} )} se confond avec {\displaystyle (^{4}\mathrm {He} )}, le nombre d'atomes présents dans l'échantillon :
{\displaystyle 8\left(\mathrm {e} ^{\lambda _{238}t}-1\right)+7\left({\frac {^{235}\mathrm {U} }{^{238}\mathrm {U} }}\right)\left(\mathrm {e} ^{\lambda _{235}t}-1\right)+6\left({\frac {^{232}\mathrm {Th} }{^{238}\mathrm {U} }}\right)\left(\mathrm {e} ^{\lambda _{232}t}-1\right)=\left({\frac {^{4}\mathrm {He} }{^{238}\mathrm {U} }}\right)}.
Par spectrométrie de masse on est capable de mesurer les rapports isotopiques ci-dessus, l'âge de formation {\displaystyle t} de la roche ou du minéral (le temps écoulé depuis cette formation) est donc donné par une équation numérique, qu'on ne peut pas résoudre analytiquement mais qu'on peut résoudre par une méthode numérique. Si cet âge est petit devant la demi-vie de l'uranium 235 (704 ± 1 Ma, la plus petite des trois demi-vies), l'équation se simplifie grâce aux approximations {\displaystyle \mathrm {e} ^{\lambda t}-1\approx \lambda t}, et {\displaystyle t} est donné par une simple égalité :
{\displaystyle t={\frac {\left({\dfrac {^{4}\mathrm {He} }{^{238}\mathrm {U} }}\right)}{8\,\lambda _{238}+7\,\lambda _{235}\left({\dfrac {^{235}\mathrm {U} }{^{238}\mathrm {U} }}\right)+6\,\lambda _{232}\left({\dfrac {^{232}\mathrm {Th} }{^{238}\mathrm {U} }}\right)}}}.
Comme le thorium est monoisotopique, l'hélium aussi s'il n'y a pas d'hélium initial, et que l'uranium a une composition isotopique essentiellement uniforme ({\displaystyle ^{235}\mathrm {U} /^{238}\mathrm {U} \approx } 1/137,8), les rapports isotopiques apparaissant dans les deux équations précédentes peuvent être calculés à partir des rapports de masse de l'hélium, de l'uranium et du thorium, sans recours à la spectrométrie de masse ; c'est ce qu'a fait Rutherford en 1904. Première méthode de datation radiométrique jamais utilisée, la datation à l'hélium est aujourd'hui abandonnée car les risques de perte ou de gain des trois éléments concernés depuis la formation de la roche ou du minéral sont trop importants, surtout celui d'une perte d'hélium (relâchés dans des sites cristallographiques qui ne leur conviennent pas, les atomes d'hélium s'échappent assez facilement, sous forme gazeuse, dès que la roche ou le minéral est un peu chauffé au cours de son histoire géologique). La désintégration de l'uranium et du thorium est toujours utilisée, mais avec des méthodes plus fiables comme les datations uranium-plomb et plomb-plomb (en).

### Âge modèle hafnium-tungstène
La différenciation d'un objet céleste (la formation de son noyau) peut être datée grâce à l'âge modèle hafnium-tungstène :
{\displaystyle t={\frac {1}{\lambda }}\ln \left[{\frac {(^{182}\mathrm {W} /^{184}\mathrm {W} )_{\mathrm {ch} }-(^{182}\mathrm {W} /^{184}\mathrm {W} )_{0}}{(^{182}\mathrm {W} /^{184}\mathrm {W} )_{\text{éch}}-(^{182}\mathrm {W} /^{184}\mathrm {W} )_{\mathrm {ch} }}}f_{\mathrm {Hf/W} }\right]}
où λ désigne la constante de désintégration de l'hafnium 182 (0,078 ± 0,002 Ma−1), les valeurs du rapport isotopique {\displaystyle (^{182}\mathrm {W} /^{184}\mathrm {W} )} sont respectivement mesurée dans l'échantillon (indice « éch »), mesurée dans les chondrites (indice « ch ») et estimée dans la nébuleuse solaire (indice « 0 »), et le facteur {\displaystyle f_{\mathrm {Hf/W} }} tient compte de la différence d'abondance de l'hafnium entre l'échantillon et les chondrites :
{\displaystyle f_{\mathrm {Hf/W} }={\frac {(^{180}\mathrm {Hf} /^{184}\mathrm {W} )_{\text{éch}}}{(^{180}\mathrm {Hf} /^{184}\mathrm {W} )_{\mathrm {ch} }}}-1}.